# HC Slavia Praha 2008/2009
Tento článek se podrobně zabývá sestavou týmu HC Slavia Praha v sezoně 2008–2009.

## Úspěchy a důležité momenty
- Vítězství v základní části, nejvíce vstřelených branek v základní části.

## Soupiska
| #  | Pozice | Hráč             |
| -- | ------ | ---------------- |
| 1  | B      | Jaroslav Suchan  |
| 2  | B      | Stanislav Neruda |
| 4  | O      | Lukáš Špelda     |
| 5  | O      | Tomáš Žižka      |
| 7  | O      | Petr Kadlec      |
| 9  | Ú      | Milan Kraft      |
| 10 | Ú      | Roman Červenka   |
| 11 | Ú      | Miroslav Holec   |
| 11 | Ú      | Vladislav Kubeš  |
| 12 | O      | Jiří Jebavý      |
| 13 | O      | Jaroslav Hertl   |
| 14 | Ú      | Marek Tomica     |
| 16 | O      | Jiří Vašíček     |
| 17 | O      | Michael Vyhlídal |
| 18 | Ú      | Miloslav Čermák  |
| 19 | Ú      | Josef Beránek    |

| #  | Pozice | Hráč                    |
| -- | ------ | ----------------------- |
| 21 | Ú      | Jaroslav Bednář         |
| 22 | O      | Jiří Drtina             |
| 23 | Ú      | Vladimír Růžička mladší |
| 24 | Ú      | Michal Vondrka          |
| 25 | Ú      | Michal Borovanský       |
| 26 | Ú      | Petr Jelínek            |
| 27 | O      | Karol Sloboda           |
| 36 | O      | Lukáš Martinka          |
| 36 | Ú      | Lukáš Endál             |
| 38 | B      | Dominik Furch           |
| 44 | Ú      | David Hruška            |
| 55 | Ú      | Jakub Sklenář           |
| 61 | Ú      | Tomáš Micka             |
| 71 | Ú      | Jiří Doležal            |
| 72 | O      | Pavel Kolařík           |
| 80 | U      | Martin Ondráček         |

### Farma
Existuje spolupráce mezi týmy HC Slavia Praha a HC Rebel Havlíčkův Brod. Proto je klub z Vysočiny občas označován jako „farma“ Slavie. Tým hraje druhou nejvyšší soutěž.
Soupiska:
| #  | Pozice | Hráč             |
| -- | ------ | ---------------- |
| 5  | O      | Jan Pavlík       |
| 7  | O      | Petr Krpálek     |
| 11 | Ú      | Tibor Varga      |
| 13 | Ú      | Jan Dušátko      |
| 18 | O      | Jakub Šulc       |
| 22 | O      | Jaroslav Borůvka |
| 23 | B      | Tomáš Linhart    |
| 44 | U      | Miroslav Třetina |

| #  | Pozice | Hráč           |
| -- | ------ | -------------- |
| 26 | U      | Jakub Stromko  |
| 43 | O      | Václav Kadlec  |
| 53 | U      | Vojtěch Němec  |
| 72 | O      | Aleš Jelínek   |
|    | O      | Petr Veselý    |
|    | U      | Michal Kraučuk |
|    | Ú      | Radim Křisťan  |